# Koczów
Koczów – wieś w Polsce położona w województwie lubelskim, w powiecie chełmskim, w gminie Kamień.
Koczow były wsią starostwa chełmskiego w 1570 roku. W latach 1973–83 w gminie Chełm. W latach 1975–1998 miejscowość administracyjnie należała do województwa chełmskiego. 
Wieś jest sołectwem w gminie Kamień. Według Narodowego Spisu Powszechnego (III 2011 r.) liczyła 118 mieszkańców i była trzynastą co do wielkości miejscowością gminy.
| SIMC    | Nazwa          | Rodzaj    |
| ------- | -------------- | --------- |
| 1025700 | Koczowszczyzna | część wsi |
| 0104053 | Wołosów        | część wsi |

Wierni Kościoła rzymskokatolickiego należą do parafii Nawiedzenia Najświętszej Maryi Panny w Kumowie.